# Gewog di Gakiling (Haa)
Il gewog di Gakiling è uno dei sei raggruppamenti di villaggi del distretto di Haa, nella regione Occidentale, in Bhutan.